# 新布伦
新布伦是德国巴伐利亚州的一个市镇。总面积26.56平方公里，总人口2166人，其中男性1079人，女性1087人（2011年12月31日），人口密度82人/平方公里。